# イサカ・ゼイン
イサカ ゼイン（ISSAKA Zain、1997年5月29日 - ）は、東京都町田市出身のプロサッカー選手。Jリーグ・ジェフユナイテッド千葉所属。ポジションはMF。
ガーナ人の父親と日本人の母親を持つハーフ 。

## 来歴
東京都町田市出身。高校は桐光学園高校に進学し、高校3年時には小川航基らとともに全国高校サッカー選手権で16強入りを果たした。大会では小川、澁谷とともに優秀選手に選出されている。
その後、桐蔭横浜大学を経て、2019年4月25日に2020シーズンより川崎フロンターレへの入団が決定した。
2020年より桐蔭横浜大学から川崎フロンターレに入団。2021年6月2日、第21節の横浜FC戦でプロデビューを果たした。
2022年は横浜FCに期限付き移籍で加入。シーズン終了後、移籍期間満了により退団した。
2023年、モンテディオ山形へ完全移籍。
2025年7月17日、ジェフユナイテッド千葉へ完全移籍。

## 所属クラブ
- 町田JFC（町田市立藤の台小学校）
- 町田JFCジュニアユース（町田市立薬師中学校）
- 2013年 - 2015年 桐光学園高等学校
- 2016年 - 2019年 桐蔭横浜大学
  - 2019年6月 - 同年12月 川崎フロンターレ（特別指定選手）
- 2020年 - 2022年 川崎フロンターレ
  - 2022年 横浜FC（期限付き移籍）
- 2023年 - 2025年7月 モンテディオ山形
- 2025年7月 - ジェフユナイテッド千葉

## 個人成績
| 国内大会個人成績 | 国内大会個人成績 | 国内大会個人成績 | 国内大会個人成績 | 国内大会個人成績 | 国内大会個人成績 | 国内大会個人成績 | 国内大会個人成績 | 国内大会個人成績 | 国内大会個人成績 | 国内大会個人成績 | 国内大会個人成績 |
| 年度             | クラブ           | 背番号           | リーグ           | リーグ戦         | リーグ戦         | リーグ杯         | リーグ杯         | オープン杯       | オープン杯       | 期間通算         | 期間通算         |
| 年度             | クラブ           | 背番号           | リーグ           | 出場             | 得点             | 出場             | 得点             | 出場             | 得点             | 出場             | 得点             |
| 日本             | 日本             | 日本             | 日本             | リーグ戦         | リーグ戦         | リーグ杯         | リーグ杯         | 天皇杯           | 天皇杯           | 期間通算         | 期間通算         |
| ---------------- | ---------------- | ---------------- | ---------------- | ---------------- | ---------------- | ---------------- | ---------------- | ---------------- | ---------------- | ---------------- | ---------------- |
| 2019             | 桐蔭横浜大       | 8                | -                | -                | -                | -                | -                | 2                | 1                | 2                | 1                |
| 2020             | 川崎             | 15               | J1               | 0                | 0                | 0                | 0                | 0                | 0                | 0                | 0                |
| 2021             | 川崎             | 15               | J1               | 1                | 0                | 1                | 0                | 1                | 0                | 3                | 0                |
| 2022             | 横浜FC           | 20               | J2               | 29               | 2                | -                | -                | 0                | 0                | 29               | 2                |
| 2023             | 山形             | 42               | J2               | 40               | 6                | -                | -                | 2                | 0                | 42               | 6                |
| 2024             | 山形             | 42               | J2               | 37               | 5                | 0                | 0                | 0                | 0                | 37               | 5                |
| 2025             | 山形             | 42               | J2               | 23               | 1                | 2                | 1                | 1                | 0                | 26               | 2                |
| 2025             | 千葉             | 42               | J2               |                  |                  | -                | -                | -                | -                |                  |                  |
| 通算             | 日本             | 日本             | J1               | 1                | 0                | 1                | 0                | 1                | 0                | 3                | 0                |
| 通算             | 日本             | 日本             | J2               | 129              | 14               | 2                | 1                | 3                | 0                | 134              | 15               |
| 通算             | 日本             | 日本             | 他               | -                | -                | -                | -                | 2                | 1                | 2                | 1                |
| 総通算           | 総通算           | 総通算           | 総通算           | 130              | 14               | 3                | 1                | 6                | 1                | 139              | 16               |

- 2019年は特別指定選手（出場なし）

その他公式戦
- 2023年
  - J1昇格プレーオフ 1試合0得点
- 2024年
  - J1昇格プレーオフ 1試合0得点

## タイトル

### クラブ
川崎フロンターレ
- J1リーグ：2回（2020年, 2021年）
- 天皇杯 JFA 全日本サッカー選手権大会：1回（2020年）
- FUJI XEROX SUPER CUP：1回（2021年）

### 個人
- 関東大学サッカーリーグ戦・ベストイレブン（2019年）
- 関東大学サッカーリーグ戦・アシスト王（2019年）

## 代表・選抜歴
- U-19全日本大学選抜
  - アジア大学サッカーチャンピオンシップ（2016年）
- 全日本大学選抜
  - デンソーカップサッカー（2019年）
  - 大学日韓定期戦（2019年）